# Уорсо (тауншип, округ Гудхью, Миннесота)
Уорсо (англ. Warsaw) — тауншип в округе Гудхью, Миннесота, США. На 2000 год его население составило 603 человека.

## География
По данным Бюро переписи населения США площадь тауншипа составляет 89,5 км², из которых 89,5 км² занимает суша, водоёмов нет.

## Демография
По данным переписи населения 2000 года здесь находились 603 человека, 218 домохозяйств и 177 семей.  Плотность населения —  6,7 чел./км².  На территории тауншипа расположено 223 постройки со средней плотностью 2,5 построек на один квадратный километр. Расовый состав населения: 98,18 % белых, 0,17 % афроамериканцев, 0,33 % коренных американцев, 0,50 % — других рас США и 0,83 % приходится на две или более других рас. Испанцы или латиноамериканцы любой расы составляли 0,17 % от популяции тауншипа.
Из 218 домохозяйств в 37,6 % воспитывались дети до 18 лет, в 72,0 % проживали супружеские пары, в 2,8 % проживали незамужние женщины и в 18,8 % домохозяйств проживали несемейные люди. 14,2 % домохозяйств состояли из одного человека, при том 6,4 % из — одиноких пожилых людей старше 65 лет. Средний размер домохозяйства — 2,77, а семьи — 3,08 человека.
28,7 % населения — младше 18 лет, 5,3 % — в возрасте от 18 до 24 лет, 28,0 % — от 25 до 44, 29,2 % — от 45 до 64, и 8,8 % — старше 65 лет. Средний возраст — 40 лет. На каждые 100 женщин приходилось 121,7 мужчин.  На каждые 100 женщин старше 18 приходилось 113,9 мужчин.
Средний годовой доход домохозяйства составлял 65 179 долларов, а средний годовой доход семьи —  68 125 долларов. Средний доход мужчин —  43 500  долларов, в то время как у женщин — 25 625. Доход на душу населения составил 26 520 долларов. За чертой бедности находились 1,1 % семей и 2,3 % всего населения тауншипа, из которых 13,0 % старше 65 лет.